# Веслування на байдарках і каное на літніх Олімпійських іграх 2024 — каное-двійки, 500 метрів (жінки)
Змагання з веслування на каное-двійках на дистанції 500 м серед жінок на літніх Олімпійських іграх 2024 відбудуться 6 і 9 серпня на Національному олімпійському морському стадіоні Іль-де-Франс у Вер-сюр-Марні.

## Розклад
Вказано центральноєвропейський літній час (UTC+2)
Змагання відбуваються в два дні, по два раунди щодня.
| Дата          | Час         | Раунд                          |
| ------------- | ----------- | ------------------------------ |
| 6 серпня 2024 | 11:00 13:20 | Попередні запливи Чвертьфінали |
| 9 серпня 2024 | 10:30 12:40 | Півфінали Фінали               |

## Підсумки

### Попередні запливи
Система виходу далі: 1-2-ге місця до півфіналів, решта — до чвертьфіналів..
| Місце | Доріжка | Каноїстки                                      | Країна          | Час     | Нотатки |
| ----- | ------- | ---------------------------------------------- | --------------- | ------- | ------- |
| 1     | 5       | Сюй Шисяо Сунь Мен'я                           | Китай (CHN)     | 1:54.45 | SF      |
| 2     | 3       | Людмила Лузан Анастасія Рибачок                | Україна (UKR)   | 1:55.88 | SF      |
| 3     | 4       | Сильвія Щербинська Дорота Боровська            | Польща (POL)    | 1:58.42 | QF      |
| 4     | 7       | Марія Маїльярд Паула Гомес                     | Чилі (CHI)      | 2:00.28 | QF      |
| 5     | 6       | Ліза Ян Геді Клімке                            | Німеччина (GER) | 2:01.15 | QF      |
| 6     | 8       | Аксель Ренар Ежені Доранж                      | Франція (FRA)   | 2:01.68 | QF      |
| 7     | 2       | Яріслейдіс Сіріло Дубойс Їннолі Лопес Ламадрід | Куба (CUB)      | 2:03.54 | QF      |

| Місце | Доріжка | Каноїстки                      | Країна          | Час     | Нотатки |
| ----- | ------- | ------------------------------ | --------------- | ------- | ------- |
| 1     | 6       | Слоун Мак-Кензі Кеті Венсан    | Канада (CAN)    | 1:54.16 | SF      |
| 2     | 4       | Антія Хакоме Марія Корбера     | Іспанія (ESP)   | 1:55.63 | SF      |
| 3     | 5       | Агнеш Кішш Б'янка Надь         | Угорщина (HUN)  | 1:56.82 | QF      |
| 4     | 3       | Даніела Кочу Марія Олерашу     | Молдова (MDA)   | 1:58.81 | QF      |
| 5     | 2       | Марія Бровкова Руфіна Іскакова | Казахстан (KAZ) | 2:00.05 | QF      |
| 6     | 7       | Айоміде Белло Б'юті Отуедо     | Нігерія (NGR)   | 2:10.11 | QF      |

### Чвертьфінали
Система виходу далі: 1-3-тє місця до півфіналів, решта — до фіналу B.
| Місце | Доріжка | Каноїстки                                      | Країна          | Час     | Нотатки |
| ----- | ------- | ---------------------------------------------- | --------------- | ------- | ------- |
| 1     | 5       | Сильвія Щербинська Дорота Боровська            | Польща (POL)    | 1:55.39 | SF      |
| 2     | 4       | Даніела Кочу Марія Олерашу                     | Молдова (MDA)   | 1:56.22 | SF      |
| 3     | 2       | Яріслейдіс Сіріло Дубойс Їннолі Лопес Ламадрід | Куба (CUB)      | 1:56.38 | SF      |
| 4     | 3       | Ліза Ян Геді Клімке                            | Німеччина (GER) | 1:56.56 | FB      |
| 5     | 6       | Айоміде Белло Б'юті Отуедо                     | Нігерія (NGR)   | 2:07.86 | FB      |

| Місце | Доріжка | Каноїстки                      | Країна          | Час     | Нотатки |
| ----- | ------- | ------------------------------ | --------------- | ------- | ------- |
| 1     | 5       | Агнеш Кішш Б'янка Надь         | Угорщина (HUN)  | 1:59.89 | SF      |
| 2     | 4       | Марія Маїльярд Паула Гомес     | Чилі (CHI)      | 2:00.82 | SF      |
| 3     | 6       | Аксель Ренар Ежені Доранж      | Франція (FRA)   | 2:00.91 | SF      |
| 4     | 3       | Марія Бровкова Руфіна Іскакова | Казахстан (KAZ) | 2:01.76 | FB      |

### Півфінали
Система виходу далі: 1-4-те місця до фіналу A, 5th  to Final B.
| Місце | Доріжка | Каноїстки                                       | Країна        | Час     | Нотатки |
| ----- | ------- | ----------------------------------------------- | ------------- | ------- | ------- |
| 1     | 5       | Сюй Шисяо Сунь Мен'я                            | Китай (CHN)   | 1:53.73 | FA, OB  |
| 2     | 4       | Антія Хакоме Марія Корбера                      | Іспанія (ESP) | 1:56.55 | FA      |
| 3     | 6       | Yarisleidis Cirilo Duboys Їннолі Лопес Ламадрід | Куба (CUB)    | 1:57.03 | FA      |
| 4     | 3       | Сильвія Щербинська Дорота Боровська             | Польща (POL)  | 1:57.19 | FA      |
| 5     | 2       | Марія Маїльярд Паула Гомес                      | Чилі (CHI)    | 1:58.10 | FB      |

| Місце | Доріжка | Каноїстки                       | Країна         | Час     | Нотатки |
| ----- | ------- | ------------------------------- | -------------- | ------- | ------- |
| 1     | 5       | Слоун Мак-Кензі Кеті Венсан     | Канада (CAN)   | 1:55.34 | FA      |
| 2     | 6       | Агнеш Кішш Б'янка Надь          | Угорщина (HUN) | 1:55.51 | FA      |
| 3     | 4       | Людмила Лузан Анастасія Рибачок | Україна (UKR)  | 1:55.62 | FA      |
| 4     | 3       | Даніела Кочу Марія Олерашу      | Молдова (MDA)  | 1:56.66 | FA      |
| 5     | 2       | Аксель Ренар Ежені Доранж       | Франція (FRA)  | 1:57.14 | FB      |